# 马恩河畔罗姆尼
马恩河畔罗姆尼（法語：Romeny-sur-Marne，法語發音：[ʁɔmni syʁ maʁn]）是法国上法蘭西大區埃纳省的一个市镇，属于蒂耶里堡区。

## 地理
马恩河畔罗姆尼（48°58'35"N, 3°20'11"E）面积4.23 平方千米，位于法国上法蘭西大區埃纳省，该省份为法国北部内陆省份，北起北部省，西接索姆省和瓦兹省，东临阿登省和马恩省，西南至塞纳-马恩省，东北部与比利时接壤。
与马恩河畔罗姆尼接壤的市镇（或旧市镇、城区）包括：马恩河畔阿济、博内伊、马恩河畔沙尔利、马恩河畔谢济、诺让拉托、索尔舍里。

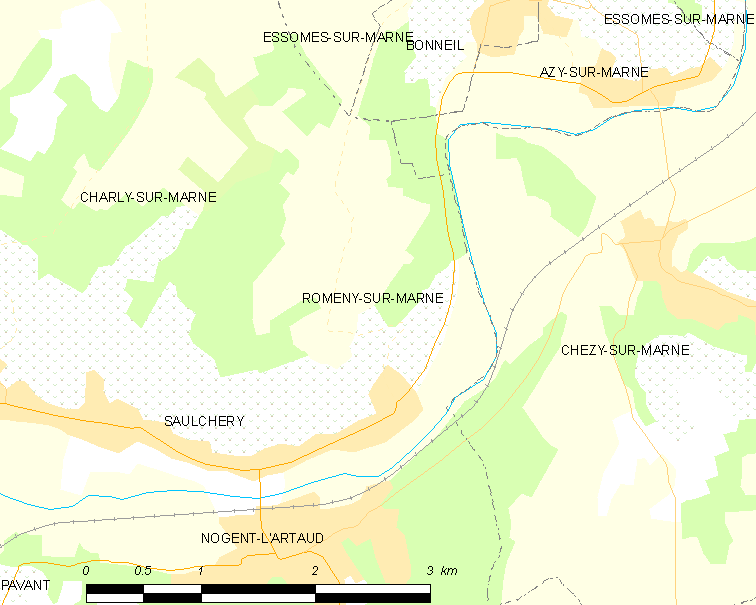
马恩河畔罗姆尼的OSM定位图

马恩河畔罗姆尼的时区为UTC+01:00、UTC+02:00（夏令时）。

## 行政
马恩河畔罗姆尼的邮政编码为02310，INSEE市镇编码为02653。

## 政治
马恩河畔罗姆尼所属的省级选区为马恩河畔埃索姆县。

## 人口

1962-2008年间马恩河畔罗姆尼人口变化图示

马恩河畔罗姆尼于2022年1月1日时的人口数量为466人。